# Half Way There
Half Way There è il quarto album in studio della band britannica Busted, pubblicato il 1 febbraio 2019.
L'album è un richiamo al genere originale pop punk che caratterizzava i Busted fino al 2005, dopo il periodo più elettronico segnato dall'album precedente Night Driver, ed è stato anticipato dai singoli Nineties e Radio, pubblicati il 2 novembre 2018 e il 9 gennaio 2019.

## Storia
Nell'estate del 2017, i Busted si esibirono al Troubadour di Los Angeles per la prima volta dopo essersi riuniti, annunciando nel frattempo di essere impegnati nella realizzazione e registrazione del nuovo album. Ad aprile 2018, confermarono che l'album sarebbe stato pubblicato nel 2019, e che avrebbe segnato un ritorno allo stile originale della band. Un mese dopo, Cobus Potgieter, batterista sudafricano che aveva accompagnato i Busted in tour nel 2016, annunciò che sarebbe stato il batterista nella registrazione del quarto album.
Il 26 ottobre 2018 i Busted annunciarono che l'album si sarebbe chiamato Half Way There, in riferimento al singolo del 2003 Year 3000 che recita: "Everybody bought our seventh album / It had outsold Michael Jackson" (Tutti hanno comprato il nostro settimo album / Ha venduto più di Michael Jackson). James Bourne dichiarò: "Quando si è ascoltato mezzo album, si è ufficialmente a metà del cammino (verso il settimo album)".
Il singolo Shipwrecked in Atlantis è da considerarsi un seguito al singolo del 2004 Air Hostess. What Happened to Your Band fu interpretato dalla band di Bourne, Son of Dork, nel 2007, e registrato dai McBusted nel 2014, ed è un riferimento al malessere di Bourne dopo lo scioglimento dei Busted nel 2005.
Riguardo allo stile, Simpson dichiarò:
| «Stiamo andando in una direzione in cui non saremmo potuti andare prima. Non avremmo mai potuto fare questo album 10 anni fa. Non saremmo stati in grado di fare un album così rock. Non credo che la casa discografica l'avrebbe apprezzato. Questo è un vero disco pop-punk, quindi credo che questo album rappresenti la band che i Busted sarebbero potuti essere. Davvero, è fantastico perché è come tornare indietro nel tempo, ma allo stesso tempo non stiamo tornando indietro nel tempo. Come se stessimo svecchiando il sound. Credo che sia per questo che ai fan piace così tanto. La reazione su internet è incredibile. Night Driver è stato bello, ma credo che abbia confuso molte persone. L'abbiamo amato, ma credo che i fan che si aspettavano di sentire di nuovo i Busted abbiano dovuto adattarsi a quello che stavano sentendo.» |

L'album racconta la storia della band, partendo dalla nostalgia degli Anni 90, fino al brano autobiografico It Happens, che racconta la storia della band, la sua formazione, lo scioglimento ed il ricongiungimento. La band dichiarò che l'intenzione era dedicare l'album ai fans che li avevano supportati nel corso degli anni, e desideravano far sempre sentire loro la presenza della band e degli strumenti dall'inizio alla fine. I brani dell'album furono suonati per la prima volta al The 100 club, come terreno di prova, e vista la buona risposta del pubblico, i Busted si mostrarono fiduciosi.
L'album fu registrato con il produttore Gil Norton, e la band dichiarò che una delle parti più sorprendenti dell'album è l'assolo di chitarra di James Bourne nel brano Radio.
La speranza della band era quella di superare nelle classifiche inglesi l'album della colonna sonora del film The Greatest Showman, che aveva già superato in classifica nomi del calibro di Justin Timberlake.

## Singoli
Il singolo promozionale fu "Nineties", il 2 novembre 2018. Il 14 dicembre fu pubblicato "Reunion" sotto forma di download digitale. Il giorno dopo fu concessa in download la traccia "All My Friends" a chi aveva ordinato l'album tramite il sito web ufficiale dei Busted.
Come primo singolo ufficiale fu scelto "Radio", fatto ascoltare in anteprima il 9 gennaio 2019 tramite l'emittente BBC Radio 2. Il bassista della band Matt Willis dichiarò: "Questo è il primo singolo del nuovo album, le altre canzoni sono state pubblicate per attrarre i fan, ma questo è il primo singolo 'serio', quindi buon divertimento. Si chiama "Radio"".
Il singolo successivo fu "Shipwrecked in Atlantis", mentre il terzo, "MIA", fu annunciato su Twitter da Charlie Simpson il 3 aprile 2019.

## Tracce
1. Nineties – 3:02 (James Bourne, Charlie Simpson, Matt Willis, Dougie Poynter)
2. Reunion – 3:26 (James Bourne, Charlie Simpson, Matt Willis, Joshua Wilkinson)
3. What Happened to Your Band – 4:03 (James Bourne, Michael Raphael)
4. Shipwrecked in Atlantis – 3:21 (James Bourne, Charlie Simpson, Matt Willis, Chris Bourne)
5. Race to Mars – 3:21 (James Bourne, Charlie Simpson, Matt Willis, Joshua Wilkinson, Chris Bourne)
6. All My Friends – 3:51 (James Bourne, Charlie Simpson, Matt Willis, Fields)
7. MIA – 3:25 (James Bourne, Charlie Simpson, Matt Willis, Chris Bourne)
8. Radio – 4:03 (James Bourne, Charlie Simpson, Matt Willis, Joshua Wilkinson)
9. Nostalgia – 3:32 (James Bourne, Charlie Simpson, Matt Willis, Chris Bourne)
10. It Happens – 4:25 (James Bourne, Chris Bourne)